# مينغ هسيانغ وو
مينغ هسيانغ وو مواليد 1936 (بالإنجليزية: Ming Hsiang Wu)‏ هو عالم نبات صيني.